# Andrew Miller

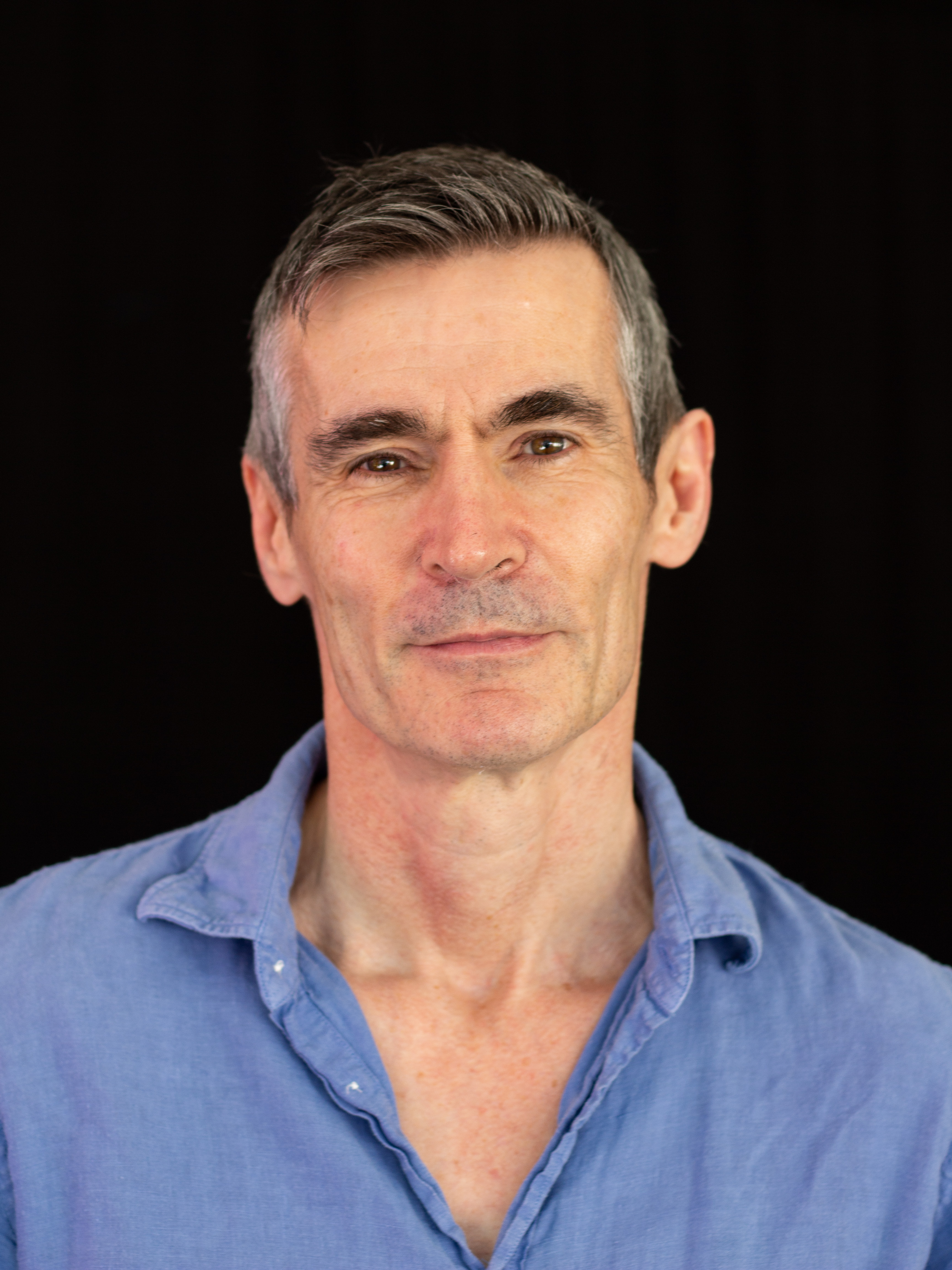
Andrew Miller

Andrew Miller es un escritor nacido en Bristol el 29 de abril de 1960. Estudió Literatura Creativa en la Universidad de Anglia del Este en 1991. En 1995, obtuvo un doctorado en Escritura Crítica y Creativa en la Universidad de Lancaster. Por su primer libro, El insensible, recibió tres premios, uno de ellos el prestigioso Premio Literario Internacional IMPAC de Dublín. El libro se ha traducido a 36 idiomas. Actualmente, vive en Witham Friary, en Somerset.

## Obras
- El insensible (1997)
- El ocaso de un seductor (1998)
- Oxígeno (2001)
- Los optimistas (2005)
- One Morning Like a Bird (2008)
- Pure (2011)
- The Crossing (2015) [2]
- Now We Shall Be Entirely Free (2018)

## Premios
- 1997, Premio James Tait Black Memorial por El insensible.
- 1997, Premio Grinzane Cavour por El insensible.
- 1999, Premio Literario Internacional IMPAC de Dublín por El insensible.
- 2001, Premio Booker por Oxígeno.
- 2001, Premio Whitbread por Oxígeno.
- 2011, Premio Costa Book, Mejor novela, por Pure[3]
- 2011, Premio Costa Book, Costa Book del año, por Pure[3]